# Halasi Tibor (labdarúgó)
Halasi Tibor (1939. január 4. – 2007. szeptember 27.) labdarúgó, hátvéd.

## Pályafutása
A Pécsi Vasas nevelése, ahol az első csapatban is szerepelt. 1959-től a katonai szolgálata alatt Szombathelyen szerepelt. 1960 novembere és 1966 között a Pécsi Dózsa labdarúgója volt. Az élvonalban 1961. február 26-án mutatkozott be a Tatabánya ellen, ahol csapata 2–1-es győzelmet aratott. Összesen 117 NB I-es mérkőzésen lépett a pályára. Ezután 1971-ig a pécsi Bányász, majd az István-aknai Bányász játékosa volt.